# Auelerberg
Auelerberg ist ein Ortsteil im Stadtteil Moitzfeld der Stadt Bergisch Gladbach  im Rheinisch-Bergischen Kreis.

## Lage und Beschreibung
Auelerberg liegt ganz im Osten der Stadt zwischen Heidgen und Mitteleschbach. Erschlossen ist die Ortschaft über eine Straße durch Heidgen.

## Geschichte
Die Ortslage entstand in der zweiten Hälfte des 19. Jahrhunderts, als vermutlich Bergmannshäuser mit landwirtschaftlichem Nebenbetrieb erbaut wurden. Der Ort gehörte zur Gemeinde Immekeppel in der Bürgermeisterei Bensberg im Kreis Mülheim am Rhein.
Der Ort ist ab der Preußischen Neuaufnahme von 1892 auf Messtischblättern und deren Nachfolgewerke regelmäßig als Auerleberg verzeichnet. 
Aufgrund des Köln-Gesetzes wurde die Stadt Bensberg mit Wirkung zum 1. Januar 1975 mit Bergisch Gladbach zur Stadt Bergisch Gladbach zusammengeschlossen. Dabei wurde auch Auelerberg Teil von Bergisch Gladbach.
| Jahr | Einwohner | Wohn- gebäude | Kategorie |
| ---- | --------- | ------------- | --------- |
| 1871 | 39        | 7             | Hofstelle |
| 1905 | 14        | 2             | Wohnplatz |

Die Ortschaft war zu dieser Zeit Teil der katholischen Pfarre Immekeppel.